# Scheda perforata

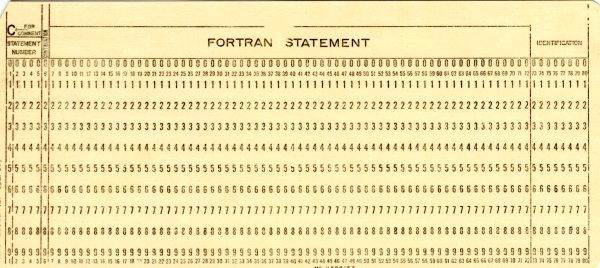
Una scheda utilizzata per immettere programmi e dati in un mainframe IBM negli anni settanta

La scheda perforata è costituita da un cartoncino di grandezza e forma varia, spesso rettangolare, contenente dati alfanumerici rappresentati da fori praticati secondo opportune convenzioni in determinate posizioni.
La scheda può essere letta da una macchina meccanografica con un sistema meccanico a molla (come nel telaio Jacquard e nella macchina analitica di Babbage) oppure con un sistema ad aghi che "cadono" in una coppetta di mercurio e chiudono un circuito elettrico (come per il sistema di Hollerith). Infine, e in epoche più recenti, è stato utilizzato un sistema di lettura ottico come nel computer Colossus realizzato da Tommy Flowers nel 1943 in Inghilterra e in altri successivi calcolatori fino alla fine degli anni sessanta.

## Storia

### Origini

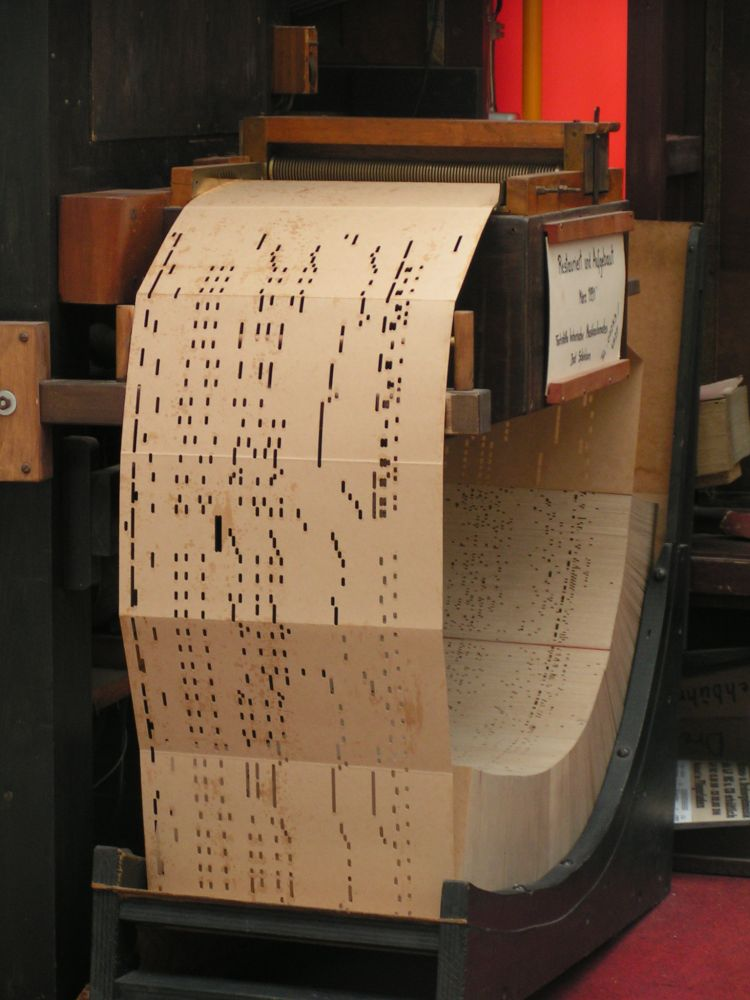
Sistema a schede perforate per apparecchio musicale. Chiamato anche Book music, un supporto europeo per organi elettronici

La nascita delle schede perforate precede di molto quella dei computer. Già nel 1725 Basile Bouchon usò rotoli di carta perforata su telai per regolare il motivo ornamentale da riprodurre sulla stoffa, e nel 1726 il suo collaboratore Jean-Baptiste Falcon migliorò il progetto utilizzando sequenze di schede, rendendo più semplice il cambiamento di programmazione della macchina. Il telaio Bouchon-Falcon era semi-automatico e richiedeva l'inserzione manuale del programma; nel 1801 Joseph Jacquard usò schede perforate metalliche per il controllo di un telaio di grande successo, a maggiore automazione, noto come telaio Jacquard.
L'automatizzazione dell'esecuzione dei calcoli matematici e la registrazione e conservazione delle informazioni furono gli ambiti nei quali le schede perforate si diffusero e rimasero in uso fino all'invenzione e diffusione delle memorie magnetiche ed elettroniche. Nel 1837 Charles Babbage, artefice dell'idea di una macchina calcolatrice programmabile, adottò il sistema a schede perforate di Jacquard per il controllo della sequenza di calcoli nel progetto della sua macchina analitica. Questo tipo di schede fu usato per l'immissione dei dati nelle prime macchine calcolatrici del tardo XIX secolo.
Nel 1885 Herman Hollerith organizzò il censimento della popolazione degli Stati Uniti impiegando un modello di macchine tabulatrici che faceva uso di schede perforate; l'8 giugno 1887 Hollerith brevettò un nuovo modello di schedatrice meccanica usata dallo U.S. Census per il censimento del 1890. La scheda era costituita da un cartoncino rettangolare della dimensione approssimativa di 90x215 mm, con fori rotondi: apparentemente tale dimensione fu scelta in modo da essere pressoché coincidente con quella delle banconote statunitensi di allora, così che gli scaffali destinati allo stoccaggio del denaro potessero essere utilizzati anche per le sue schede. La macchina inventata da Hollerith consisteva in una perforatrice manuale con la quale si registravano su scheda (opportunamente codificati) i dati degli individui censiti e una macchina per la lettura delle schede munita di tanti aghi quanti erano le possibili posizioni dei fori sulla scheda; al di sotto della scheda era posizionata una vaschetta contenente del mercurio e le punte degli aghi che corrispondevano ai fori nella scheda - non trovando ostacolo - andavano ad immergersi nel mercurio, chiudendo così dei circuiti elettrici che - attraverso elettrocalamite - facevano scattare i contatori o attivavano alcune funzioni della macchina.
A partire dal 1907 James Legrand Powers lavorò per conto dello U.S. Census alla progettazione di macchine per la lettura delle schede che non impiegassero circuiti elettrici (ai tempo ancora poco sicuri), inventando una macchina simile a quella di Hollerith, nella quale però gli aghi che corrispondevano ai fori delle schede andavano ad agire a pressione su pulsanti, definendo quindi un sistema esclusivamente meccanico. Le prime applicazioni delle schede perforate utilizzavano schede specifiche; solo nel 1928 le schede perforate ed i relativi lettori divennero componenti generiche e la loro dimensione fu standardizzata esattamente a 7-3/8x3-1/4 pollici (187.325x82.55 mm), con uno spessore di 7 millesimi di pollice (ovvero circa 143 schede per pollice, chiamate anche deck). Nel 1896 Hollerith fondò la Tabulating Machine Company, vincitrice del contratto di fornitura di macchine per schedatura per il Census Bureau e che nel 1911 si fuse con altre aziende dando vita alla Computing Tabulating Recording Co. (C-T-R), più nota, a partire dal 1924, con il nome di IBM.

## Descrizione

### Dettagli funzionali

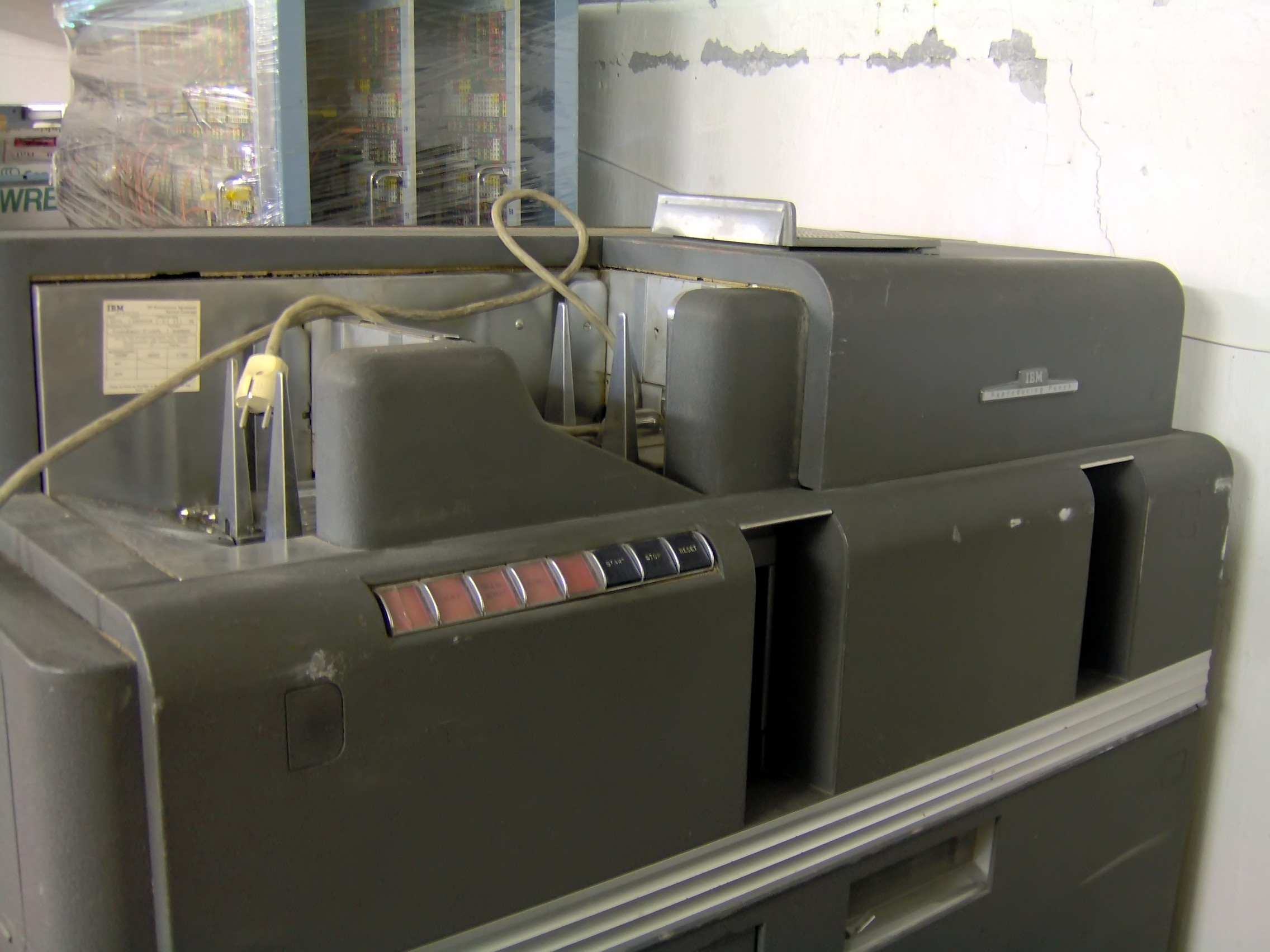
Una perforatrice per riproduzione, come questa dell'IBM, serviva per ricreare copie esatte di interi pacchi di schede perforate.

Il metodo è abbastanza semplice: un pezzo di cartoncino leggero viene suddiviso in molteplici porzioni verticali (colonne) che possono contenere uno o più fori o rimanere intatte. I pezzetti di carta rettangolare che vengono asportati durante la perforazione vengono chiamati chad. Ogni singola posizione sulla scheda rappresenta una singola cifra binaria (bit). Ogni colonna sulla scheda contiene più posizioni forabili (bit multipli).

### Formato IBM
Il formato della scheda perforata IBM, che in seguito è divenuto lo standard, prevede 80 colonne con 12 posizioni di perforatura ciascuna, per rappresentare 80 caratteri. Originariamente venivano rappresentate solo informazioni numeriche con 1 o 2 fori per colonna: valore (numeri[0-9]) e segni (zona[12,11] – alcune volte eseguendo un'ulteriore perforazione sul Least significant digit - valore meno significativo). In seguito, furono introdotti codici per lettere maiuscole e caratteri speciali. Una colonna con due perforazioni (zona[12,11,0] + numeri[1-9]) era una lettera; 3 perforazioni (zona[12,11,0] + numeri[2-4] + 8) era un carattere speciale. L'introduzione del EBCDIC nel 1964 permise di ottenere colonne contenenti fino a 6 perforazioni (zone[12,11,0,8,9] + numeri[1-7]). Le schede perforate erano lunghe 18,7325 centimetri (7 pollici e 3/8), alte 8,25500 (3 pollici e 1/4) e spesse 0,1778 millimetri (0,007 pollici) con uno degli angoli superiori tagliato in diagonale.

#### L'angolo tagliato

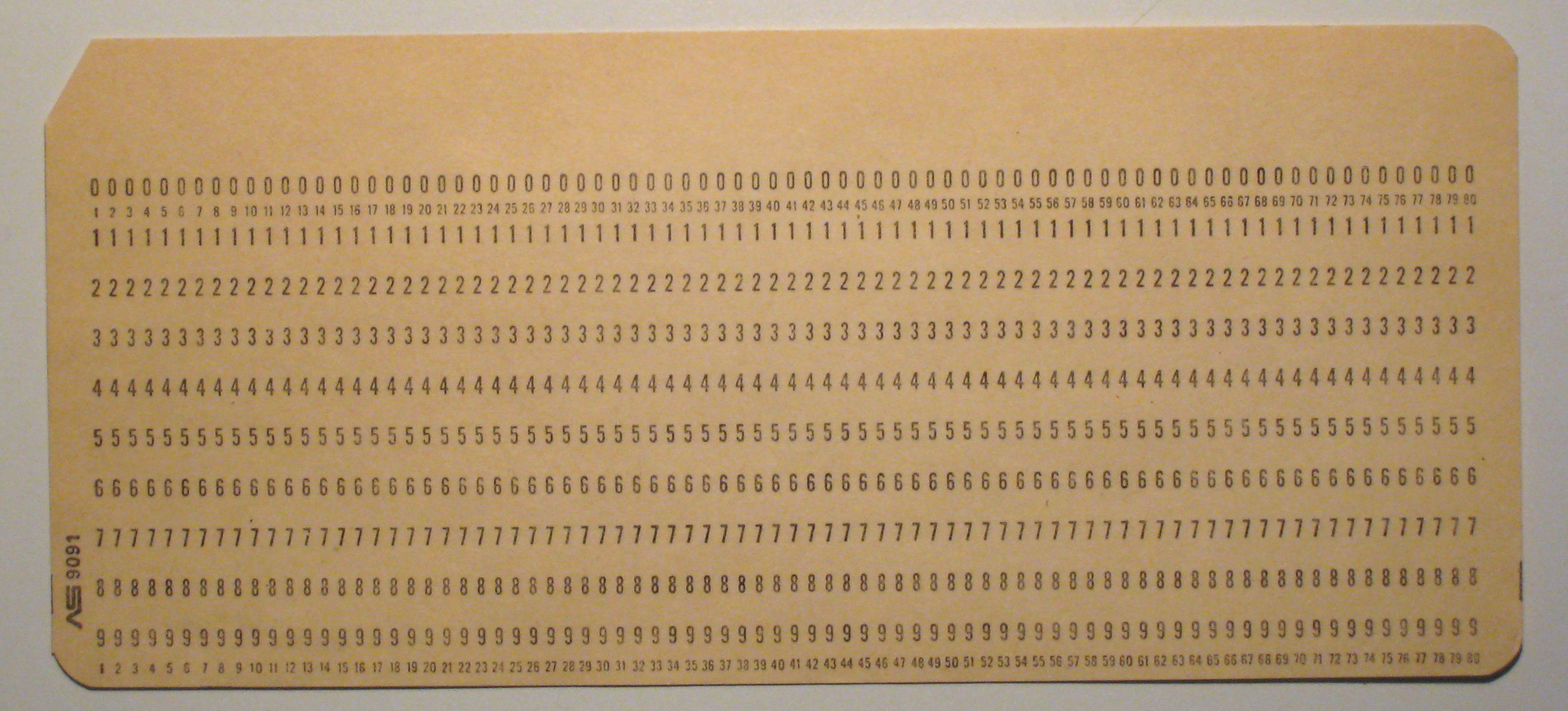
Una scheda generica di inserimento dati (non ancora perforata)

La principale ragione dell'angolo tagliato era evitare che la scheda potesse essere inserita al contrario. Se la scheda veniva inserita nel lettore in modo errato andava a colpire una levetta. Questa attivava un micro interruttore e fermava la macchina finché la scheda non venisse inserita correttamente come previsto dal sistema. Fermare la macchina significava arrestare il processo di ordinamento o convalida dei dati.
Molti computer utilizzavano schede con l'angolo opposto tagliato (o in altri casi senza angoli tagliati) come separatori di elaborazione, affinché l'operatore potesse impilare più elaborazioni nel lettore allo stesso tempo e potesse rapidamente separarle una volta rimosse dalla pila. Queste schede venivano perforate in precedenza e in grande quantità. Ciò era particolarmente utile nei casi in cui il computer leggeva direttamente non le schede ma la loro trasposizione su nastro magnetico realizzata tramite convertitore da scheda a nastro o da computer più piccoli.

### Perforatrici

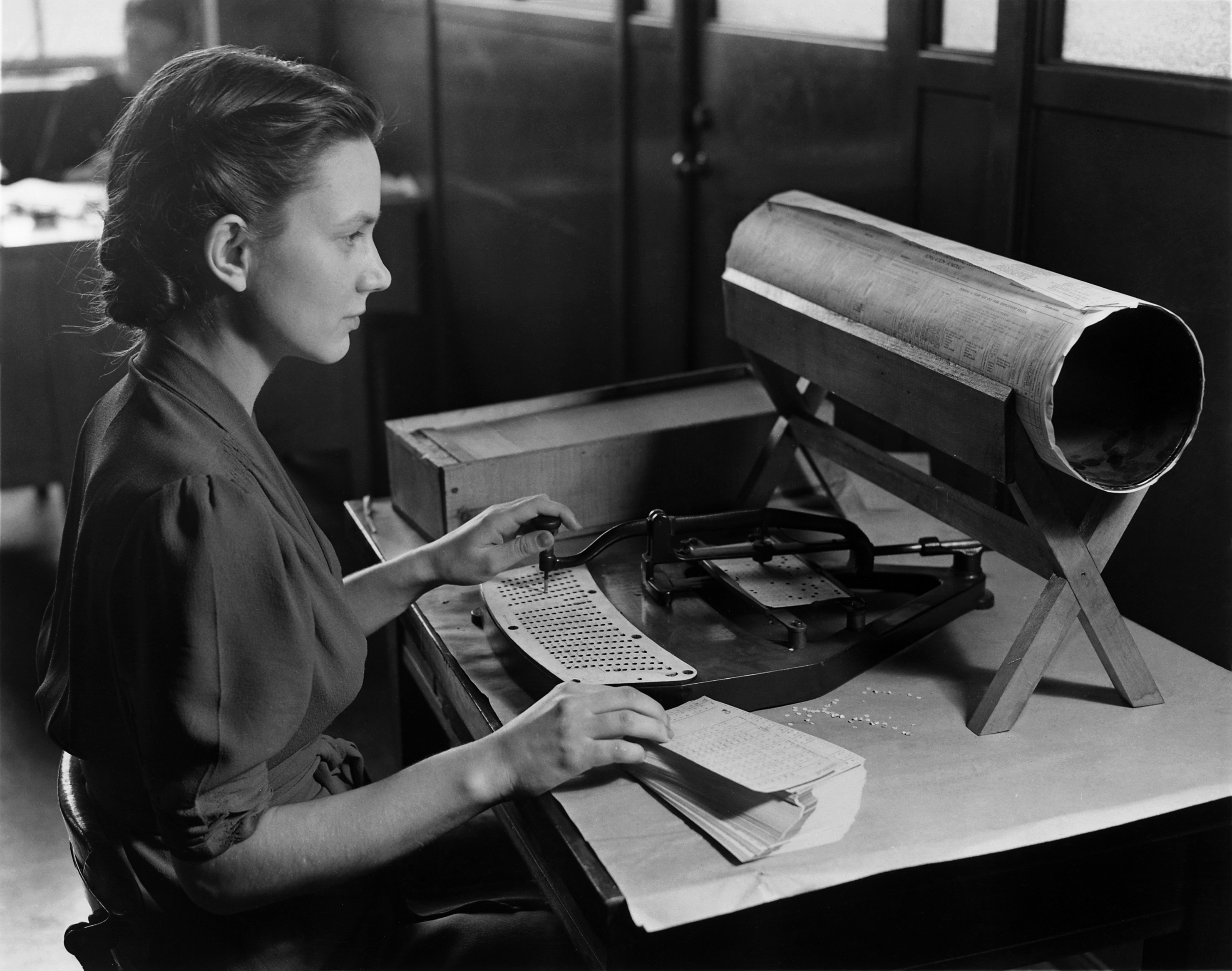
Operatrice mentre utilizza una perforatrice a pantografo (Censimento degli Stati Uniti ca. 1940)

I dati venivano inseriti tramite la perforatrice, che era una macchina per scrivere grande e rumorosa. Spesso il testo veniva stampato nella parte superiore della scheda, permettendo di leggerla più facilmente tramite un altro meccanismo detto "interprete". Modelli più evoluti di perforatrici permettevano di eseguire entrambe le operazioni contemporaneamente. Dati composti da più caratteri, come parole o numeri molto grandi, venivano salvati nelle colonne di schede in sequenza chiamate campi. Per applicazioni in cui era necessaria la precisione, era prassi far lavorare due operatori sugli stessi dati, uno dei quali verificava il lavoro del primo tramite un controllore di schede. Le schede verificate venivano marcate con una tacca rotonda sul lato destro mentre quelle errate venivano sostituite dall'operatore alla perforatrice. C'era una grossa richiesta di operatori alla perforatrice, normalmente donne, che lavoravano a tempo pieno alla perforatrice o al controllore.

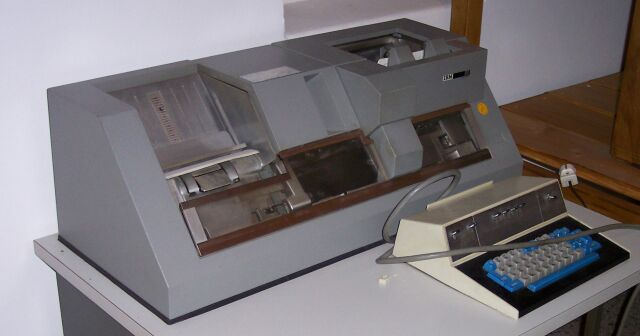
Perforatrice IBM 029

Sono state realizzate apparecchiature elettromeccaniche per forare, ordinare, intabellare e stampare le schede. Queste macchine permettevano di compiere sofisticati compiti di elaborazione dati molto tempo prima dell'invenzione dei calcolatori elettronici. I lettori di schede usavano dapprima un sensore elettrico (una spazzola di metallo) e in seguito un sensore ottico per individuare le posizioni della scheda che contenevano un buco. I lettori avevano alimentatori meccanici ad alta velocità che processavano circa cento schede al minuto. Tutte le elaborazioni utilizzavano contatori elettromeccanici e relè e le macchine erano programmate spostando cavi e connessioni fisiche su pannelli.